# Mumpitz
Mit Mumpitz war ab dem 17. Jahrhundert eine Schreckgestalt oder auch Vogelscheuche gemeint. Das Wort leitet sich ursprünglich von „Mummelputz“ und „Mombotz“ ab und verbindet die beiden Wörter vermummen und (hessisch) Booz oder Butzemann (eine Kinderschreckfigur, mit der man Kindern Angst einjagt). Beim Mumpitz handelt es sich um eine Schreckgestalt für Toren.
Der Begriff erschien dann auf der Berliner Börse seit der zweiten Hälfte des 19. Jahrhunderts für „erschreckende Gerüchte“ oder „schwindelhaftes Gerede“.
Heute steht Mumpitz umgangssprachlich für „Unsinn“, ist also eine abwertende Bezeichnung. Mumpitz war ein gängiger Ausdruck des langjährigen SPD-Fraktionsvorsitzenden Herbert Wehner, der gegenüber provokanten Journalistenfragen oft nur antwortete: „Das ist doch Mumpitz!“
Der Begriff Mumpitz wird hin und wieder auch als Name gewählt. So ist beispielsweise die Figur „Der Große Mumpitz“ (im engl. Original: The Amazing Mumford) aus der Sesamstraße Namensgeber für mehrere deutsche Zauberkünstler.
Mumpitz hieß in den 1970/80er Jahren auch eine deutsche Folk-Band aus Dinslaken / Oberhausen, die 1979 eine LP mit dem Namen ihres Titelsongs Seifenblasen veröffentlichte.